# Альфа- і бета- самець
Альфа-самець і бета-самець або альфа і бета — псевдонаукові терміни, що характеризують чоловіків та походять від позначення альфа- і бета-тварин в етології. Вони також можуть бути вжитими до інших ста́тей, таких як жіноча, з використанням інших літер грецького алфавіту (наприклад омега) Популяризація цих термінів як типажів, які характеризують людей, була широко розкритикована вченими.
Обидва терміни активно застосовуються в інтернет-мемах та популяризуються в сучасних соціальних мережах. Термін бета використовується як пейоративний та «самовідзначений» серед членів маносфери, особливо інцелів, які не вірять у те, що вони є асертивними або традиційно «чоловічними», і відчувають себе жінками, які потерпають від утисків. Він також використовується для негативного опису інших чоловіків, що не вважаються асертивними, зокрема у взаємовідносинах з жінками.

## Історія
Терміни використовувалися майже виключно в етології тварин до 1990-х років, де зокрема йшлося про привілеї у спаровуванні зі самками, здатність утримувати підвладну територію та ієрархію споживання їжі в стаді чи вивідку. В етології тварин категорія бета належить до класу тварин, які підпорядковуються членам вищого рангу (альфа) в соціальній ієрархії, через що вони змушені чекати можливості, щоб харчуватися, і мають вкрай пригнічені або незначні можливості для життєво важливої копуляції.
У книзі 1982 року «Політика шимпанзе: влада і секс серед мавп» приматолог і етолог Франс де Ваал дійшов думки, що його методику спостереження за колонією шимпанзе, можливо, можна застосовувати й прослідкувати взаємодію між людьми. Деякі коментарі до книги, зокрема в Chicago Tribune, обговорювали паралелі, які можна провести до ієрархії людської влади. На початку 1990-х років деякі засоби масової інформації почали використовувати термін «альфа», щоб зазначити людей, зокрема «мужніх» чоловіків, які досягли успіху в бізнесі. Журналіст Джессі Сінгал, описує в журналі New York популярність термінів статтею журналу Time 1999 року видання, в якій згадується думка Наомі Вулф, яка на той час була радником тодішнього кандидата в президенти Ела Гора: «Наомі наполегливо стверджувала, що Гор є „бета-самцем“, якому необхідно протистояти „альфа-самцю“ в Овальному кабінеті, перш ніж публіка побачить у ньому „головного пса“». Сінгал також вихваляє бестселер Ніла Штрауса 2005 року видання про майстерність пікапа під назвою «Гра» за суспільну популяризацію альфа-самця як омріяного ідеалу.

## Використання
Думка, що серед людей існує ієрархія домінування, що складається з «альфа-самців» і «бета-самців», іноді висвітлюється в популярних ЗМІ. Термін «альфа-самець» часто застосовується до будь-якого чоловіка, який домінує у суспільстві, особливо яскравим прикладом вважають хуліганів, попри те, що така панівна поведінка вкрай рідко розглядається як позитивна риса ідеального побачення або романтичного партнера. Твердження про те, що жінки «створені» кортіти «альфа-самців», експерти вважають женоненависницькими та стереотипними, також такими, що не підтверджуються жодними дослідженнями. Еволюційні психологи, які вивчають шлюбну поведінку людини, натомість вважають, що люди використовують дві різні стратегії – домінування та престиж – для підвищення у соціальних ієрархіях, і що престиж відіграє значно важливішу роль у визначенні привабливості чоловіків для жінок, ніж домінування. Як зазначає вчений-когнітивіст Скотт Баррі Кауфман:
У сукупності дослідження показують, що ідеальний чоловік (для побачення або на роль романтичного партнера) — це наполегливий, впевнений, легкий і чуйний чоловік, який не є агресивним, вимогливим, домінуючим, тихим, сором'язливим або покірним. Іншими словами, престижний чоловік, але ніяк не домінуючий. Насправді, здається, що саме престижний чоловік, який відрізняється як наполегливістю , так і добротою, вважається найбільш привабливим для жінок як для короткострокових романів, так і для довготривалих стосунків.
Хибні уявлення про «альфа-самців» поширені в маносфері, сукупності вебсайтів, блогів та онлайн-форумів, які, на думку дослідників, пропагують маскулінність, сильну опозицію до фемінізму та мізогінію, яка включає такі рухи, як: рух за права чоловіків, інцели (мимовільні целібати), Men Going Their Own Way (MGTOW), пікаперів (PUA) і груп захисту прав батьків.
Термін бета також часто використовується серед маносферних спільнот для «маркування» чоловіків, якими, на їхню думку, жінки легко скористаються або яких ігноруватимуть. Дослідниця медіапростору Деббі Гінг описала теорії спільнот про «альфу, бета, омегу та дзету маскулінності» як «заплутану та суперечливу». Бета іноді використовується як самоідентифікатор серед чоловіків, які не втілюють гегемонну маскулінність. Він також іноді використовується маносферцями як принизливий термін для чоловіків, які є або вважаються феміністами, або які вважаються «white knights» (укр. білими лицарями). Деякі маносферні групи ставляться до членів інших груп у маносфері як бета; наприклад, члени спільноти MGTOW (укр. Чоловіки, що йдуть своїм шляхом) іноді використовують його для позначення активістів із захисту прав чоловіків або інцелів. Члени спільнот пікаперів (PUA) використовують це для позначення чоловіків, що не здатні спокушати жінок. Подібні терміни, що використовуються маносферними спільнотами, включають nice guy, куколд, simp і soy boy.

### «Alpha fux beta bux»
У маносфері термін alpha fux beta bux передбачає сексуальну стратегію гіпергамії або «одруження» серед жінок, за якої вони віддають перевагу та займаються сексом з чоловіками «альфа» групи, але погоджуються на менш привабливих «бета» чоловіків з фінансових причин. Іноді виражається переконання, що жінки виходять заміж за бета-самців, щоб використовувати їх задля фінансових цілей, продовжуючи при цьому позашлюбні статеві стосунки з альфа-самцями. Ґінґ пояснює ці переконання намаганням молодих чоловіків у західному світі впоратися зі своїми обмеженими економічними перспективами після фінансової кризи 2007—2008 років, звертаючись до гендерно-есенціалістських уявлень про жінок -золотошукачів, популярних у постфеміністській культурі.

### Орбітер-бета
Орбітер-бета — це бета-чоловік, який витрачає час і зусилля на те, щоб успішно спілкуватися з жінками плекаючи надію зрештою вступити в романтичні стосунки або зайнятися сексом з ними. Цей термін привернув певну увагу ЗМІ у 2019 році після вбивства Б'янки Девінс. Чоловік убив 17-річну Девінс і опублікував фотографії її тіла в мережі, на одній із яких був підпис: «Вибачте, лохи, вам доведеться знайти когось іншого, щоб „затягти у ліжко“».

### Бета-повстання
Термін бета-повстання або повстання інцелів переважно використовувався серед інцелів для позначення помсти членів їхньої спільноти, на яких жінки раніше не звертали уваги. Він також іноді використовується для опису руху, спрямованого на повалення того, що вони вважають репресивним, феміністичним суспільством. Наїзд фургона на натовп у 2018 році в Торонто, Канада, начебто був скоєний людиною, яка невдовзі до нападу написала на своїй сторінці у Facebook: «Повстання інцелів уже почалося». ЗМІ використовували терміни beta uprising та incel rebellion для позначення насильницьких дій, вчинених членами маносферних спільнот, зокрема інселів.

### Дельта, гамма та омега самці
Терміни Дельта-чоловік, Гамма-чоловік і Омега-чоловік вважаються третім, четвертим і найнижчим типами чоловіків у соціальній ієрархії відповідно.

### Сигма-чоловік

Патрік Бейтмен, обличчя мему

Інший термін, Сигма-чоловік, сігма (англ. sigma male) — мем, термін інтернет-сленгу для опису маскулінних чоловіків, що «домінують» у суспільній ієрархії. Термін вперше набув популярності в інтернет-культурі наприкінці 2010-х. Друга хвиля популярності розпочалась у 2020-му, надихнувши на створення численних мемів, графіті та відео. Термін використовується для позначення чоловіка, який так само домінує як і альфа-самець, однак існує поза ієрархією альфа-бета самців, як «самотній вовк».
Попри своє походження, термін sigma male також набув іронічного та сатиричного значення, іноді висміюючи концепцію «маносфери» та ідеї хастл-культури.
Спочатку у соціальних мережах цей термін активно використовували задля опису ідеалістичних, маскулінних вигаданих персонажів фільмів і телешоу. Роль актора Крістіана Бейла в образі Патріка Бейтмена з фільму «Американський психопат» деякі люди вважають ідеальним втіленням sigma male як через меми, так і через неіронічні дискусії.

#### Сигма-музика
Мелодії, які супроводжують відео із сигма-чоловіками, отримали в Інтернеті назву «сигма-музики». 2023 року у сигма-мемах переважно використовували треки у стилі дрифт-фонку та електроніки, наприклад, Hensonn «Sahara», GigaChad Theme «Phonk House Version», Interworld «METAMORPHOSIS», Shadxwbxrn, Archez, Kxnvra «Prince of Darkness» та інші.